# Forteresse de Lucera
La forteresse souabo-angevine de Lucera, également connue sous le nom de château de Lucera, est une structure militaire historique datant du XIIIe siècle, construite à l'époque de Frédéric II, ainsi que l'un des symboles de la ville de Lucera, dans la province de Foggia. Situé sur le sommet plat du Colle Albano, il domine la Tavoliere delle Puglie,.
Vers 1233 , Frédéric II fit construire son Palatium, auquel Charles Ier d'Anjou ajouta la majestueuse forteresse, achevée en 1283, servant de citadelle. L'ensemble de la zone constitue un site archéologique. En effet, des traces de différentes époques y sont visibles : cabanes néolithiques, ruines des époques romaine, paléochrétienne, souabe et angevine.
En 1871, la forteresse fut déclarée monument national.

## Historique

### Origine
Au fil des siècles, le sommet du Colle Albano a toujours été considéré comme une position stratégique, en raison de sa domination sur la Tavoliere di Puglia et de sa défense sur trois côtés par des parois abruptes.
La colline est habitée depuis le IIIe millénaire av. J.-C. : des recherches archéologiques, réalisées en 1964, ont confirmé la présence d'un habitat néolithique.
Certaines céramiques sont datées de la période daunienne, qui témoignent de l'occupation du site à l'âge du bronze. Au XIXe siècle, on a trouvé le Carrello di Lucera , un groupe de bronzes avec des figures humaines et animales qui constituent probablement une scène rituelle, datée du VIIIe siècle av. J.-C. et appartenant peut-être à l'origine à un objet funéraire. Les bronzes, initialement inclus dans la collection privée de Lucerino Onofrio Bonghi, furent ensuite presque tous transmis à l'Ashmolean Museum d'Oxford.
C'était le site de l'acropole romaine de Lucera, dont quelques vestiges archéologiques sont aujourd'hui conservés dans la zone adjacente à la Torre della Leonessa, elle devint plus tard un lieu de culte chrétien : en effet, les restes d'une basilique paléochrétienne sont documentés.

### Le Palatium

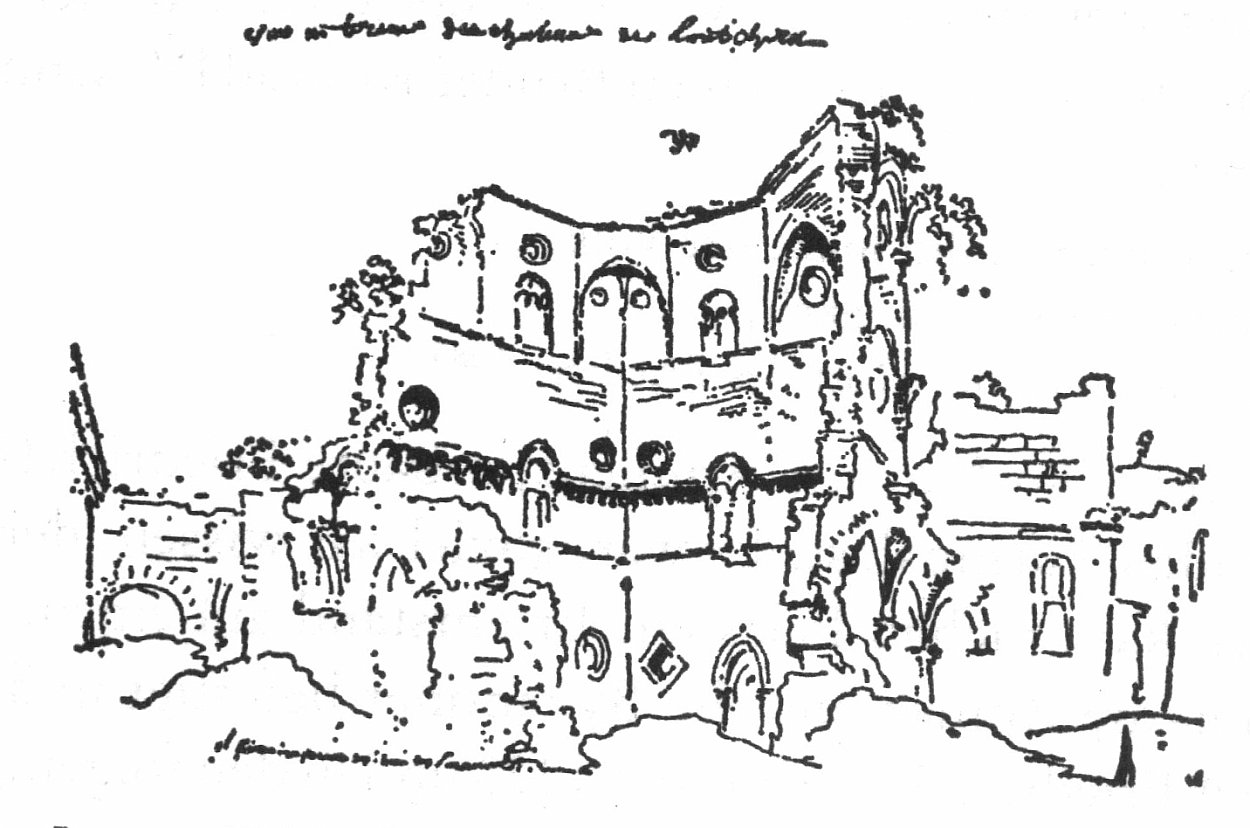
Dessin des ruines du Palatium de Frédéric II en 1778

À partir de 1223, Frédéric II fit déporter les Sarrasins de Sicile à Lucera, qui devint alors une importante colonie musulmane. Après 1233, l'empereur fit construire son Palatium sur la colline d'Albano. Malheureusement il n'existe aucun document certifiant le début ou la fin des travaux.
La structure originale avait la forme d'une tour avec quatre ailes disposées autour d'une cour carrée. Dans une description de l'époque moderne, certains détails du bâtiment survivant sont décrits, d'où l'on apprend la présence de 32 pièces réparties sur deux étages, avec des tourelles plus petites à chaque coin du quadrilatère.
De grands portails donnaient sur la cour et, grâce aux vestiges de gravures de l'époque moderne, les fenêtres et les ouvertures présentaient des décorations et des frises arabo-normandes. Au sommet de la cour, dans un intéressant jeu d'arcs brisés disposés aux quatre coins, la structure prend une forme octogonale. Les intérieurs étaient recouverts d'écailles de corail, un matériau également utilisé à Castel del Monte. Dans la cour du Palatium, on note la présence d'un puits.

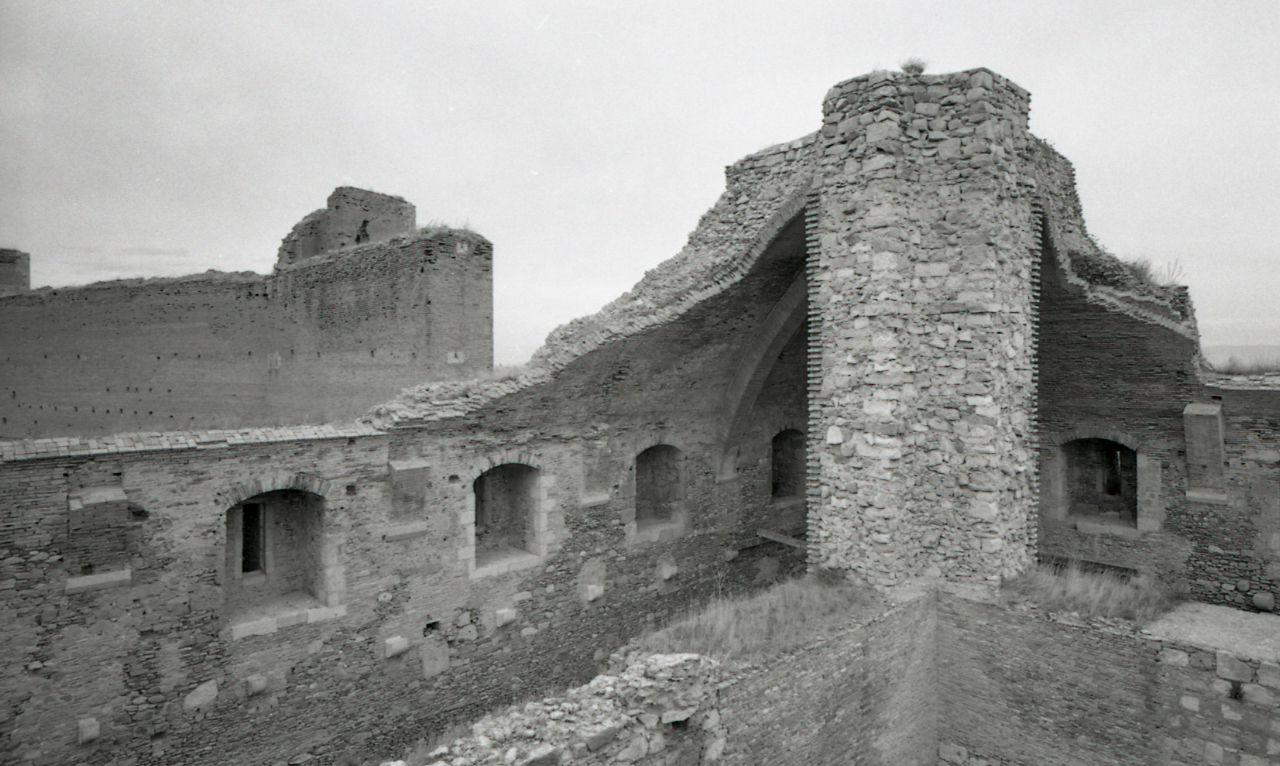
Les vestiges du Palatium dans les années 1950 après consolidation et construction d'une colonne de support pour éviter son effondrement

Vue des murs de la forteresse souabe-angevine, Colle Albano, Lucera

La base quadrangulaire, la base pyramidale tronquée, encore visible, est le résultat de projets français ultérieurs et n'a pas d'accès au niveau de la rue, d'où le problème de savoir comment l'entrée était possible. On a supposé que l'entrée était rendue possible par la présence d'escaliers descendus d'en haut, tandis qu'une hypothèse plus suggestive (étayée par la découverte de tunnels souterrains à proximité du château) propose une entrée souterraine comme voie d'accès. L'absence de porte est cependant révélatrice de l'importance stratégique du château, qui était ainsi plus difficile à conquérir.
Les vestiges du Palatium dans les années 1950 après consolidation et construction d'une colonne de support pour éviter son effondrement.
Frédéric II y séjourna plusieurs fois et c'est probablement d'ici qu'il délivra les documents délivrés à Lucera. Sous Conrad IV de Souabe, le gardien du palais était Giovanni Moro (it), ancien serviteur de Frédéric puis chambellan du royaume de Sicile.
Manfred de Souabe y trouva refuge en novembre 1254.En 1266, la reine Hélène Ange Doukas, épouse de Manfred, s'y réfugia avec ses enfants, avant la célèbre bataille de Bénévent. Ayant appris la défaite souabe, ils s'enfuirent vers Trani mais furent arrêtés, emprisonnés puis remis au vainqueur Charles Ier d'Anjou.
De 1268 au 27 août 1269, Charles Ier d'Anjou assiégea Lucera, ce qui se termina par la prise de la ville sarrasine par la famine. À partir de ce moment, toutes les structures autour du palais furent détruites et à leur place fut construite la forteresse actuelle, une véritable citadelle fortifiée. La construction de la maczia trapézoïdale construite pour protéger la structure et l'adapter à la nouvelle fonction de prison (même sort qui est arrivé à Castel del Monte) et d'entrepôt remonte probablement à cette période.

### La forteresse

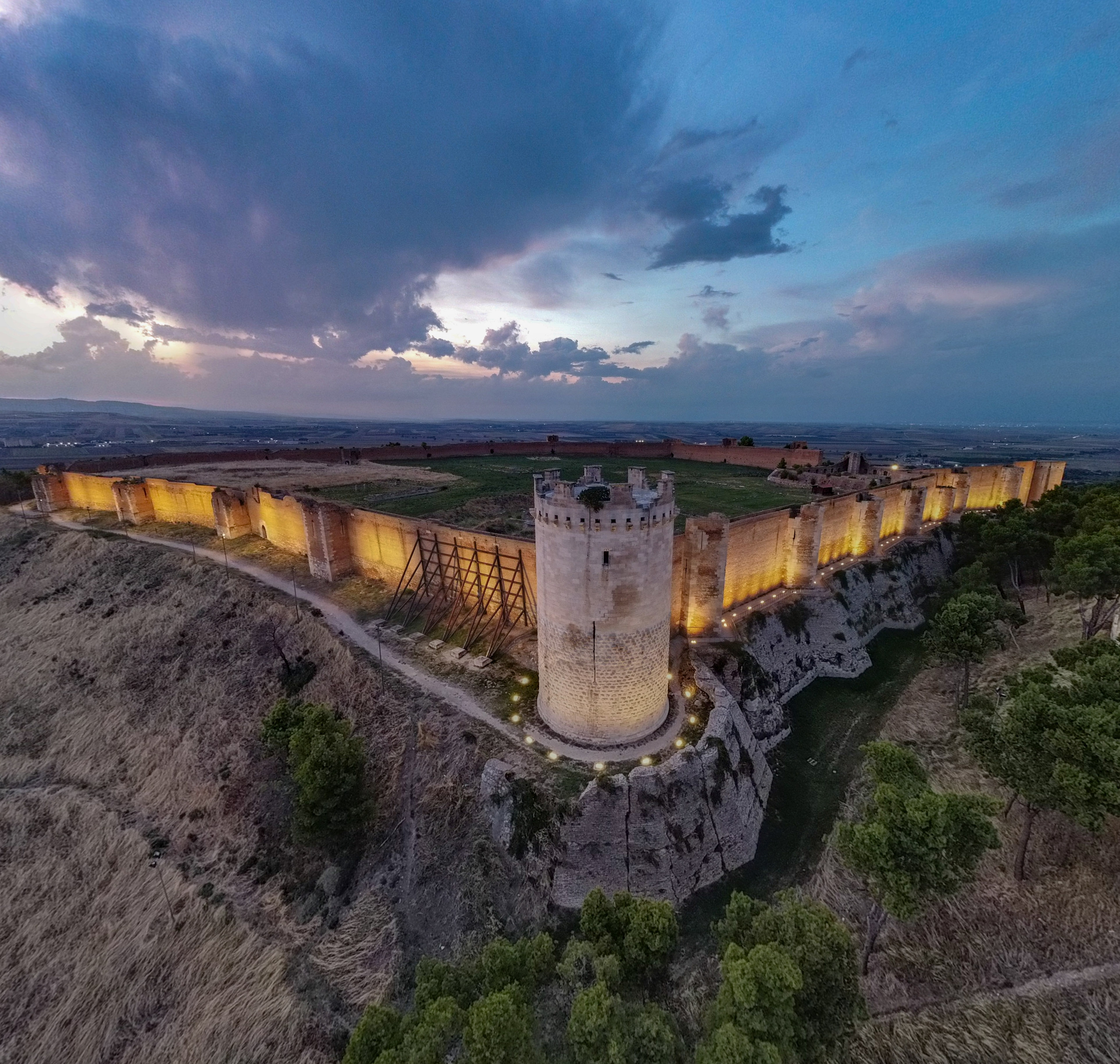
La forteresse de nuit

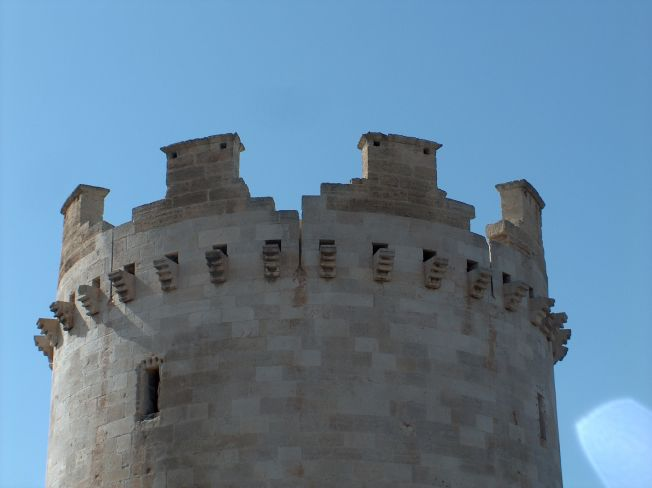
Particularité de la Torre Leonessa

Entre septembre 1269 et 1283, Charles Ier d'Anjou fit construire la majestueuse forteresse en deux phases de programme, avec une muraille d'environ 900 m de périmètre, intégrant en son sein le palatium de Frédéric II.
La naissance de la garnison militaire voit la présence d'architectes, comme Pierre d'Angicourt et Riccardo da Foggia. Pierre de Chaulnes y travailla également et, en 1275, Nicola di Bartolomeo da Foggia (it).
A l'intérieur de la forteresse, une citadelle est construite avec l'arrivée des familles provençales, avec la construction de maisons, de casernes, d'une citerne et d'une église gothique, composée d'une aile rectangulaire et d'une abside semi-hexagonale. Les vestiges d'édifices romains encore présents dans la région étaient également utilisés comme matériau de construction. La citadelle chrétienne contrastait avec la colonie musulmane.
Entre le 15 et le 24 août 1300, la colonie sarrasine de Lucera fut anéantie par volonté de Charles II d'Anjou.
Au milieu du XVe siècle, un tremblement de terre dévastateur endommagea gravement la ville et avec elle la forteresse. C'est à cette époque que l'on peut dater le déclin de l'ensemble de la structure qui fut progressivement abandonnée.
Au XVIIIe siècle, les bâtiments à l'intérieur de la forteresse furent démolis et, avec des parties du palatium, les matériaux obtenus furent utilisés pour la construction de bâtiments dans le centre historique de Lucera : en particulier, le portail de l'église du Carmine et du Jardin des Capucins étaient en grande partie ornés d'écailles de corail particulières qui composaient l'intérieur du palais souabe. Il a même été envisagé de vendre la totalité de la zone comme carrière de matériaux de construction, mais aucun acheteur n'était intéressé.
Les premières restaurations de la forteresse commencèrent au XIXe siècle et en 1871 elle fut déclarée monument national.
Au début du XXe siècle, l'historien Eduard Sthamer (it) a rassemblé dans une seule publication tous les documents souabes sur le palais de Frédéric II et les documents angevins sur la forteresse de Charles Ier d'Anjou .
En 2000, le pont sur les douves a été inauguré, à l'endroit où se trouvait initialement le pont-levis. Cela permettait d'accéder à la structure directement depuis la Porta Lucera, après des siècles pendant lesquels l'accès n'était autorisé que depuis la Porta Castel Fiorentino.
Après des années d'attente, en 2016, la Région des Pouilles a alloué 3 millions d'euros pour régler l'instabilité hydrogéologique du coteau tandis qu'en 2017, le ministère du Biens culturels, des Activités et du Tourisme a alloué 2 millions d'euros pour la restauration et la valorisation de l'ensemble de la structure palatium-forteresse dont les travaux ont débuté en novembre 2022 .

## Description

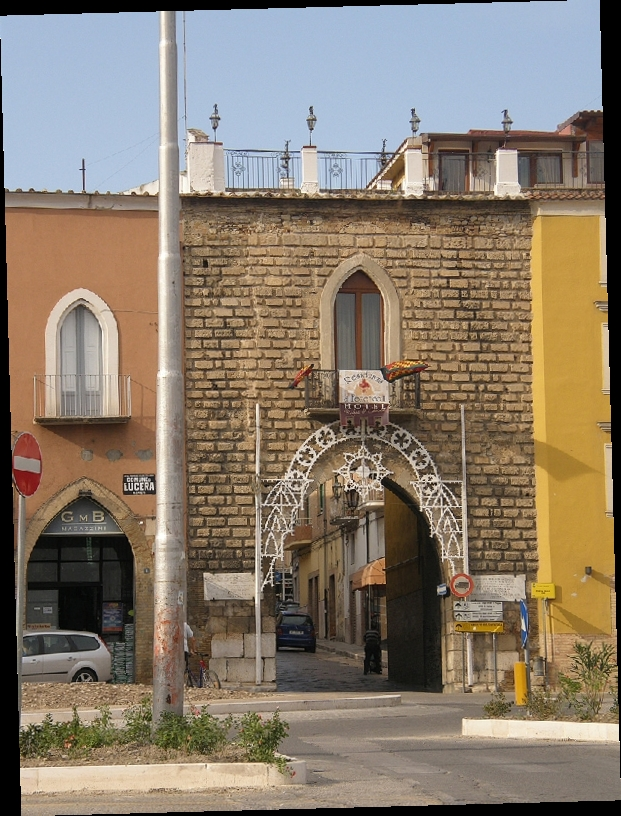
Porta Troia

L'enceinte irrégulière de la ville qui entoure toute la colline sur laquelle se dresse la forteresse mesure 900 m de long et 13 m de haut et est également composée de 13 tours carrées, 2 bastions pentagonaux, 7 contreforts et 2 tours d'angle cylindriques : la Torre della Leonessa(sur l'un des corbeaux de la tour il y a des traces des pattes avant et arrière d'un lion/lionne ayant la fonction de gargouille pour l'eau de pluie, d'où probablement le surnom de Torre della Leonessa), (ou traditionnellement populaire Torre della Regina), crénelée, haute de 25 mètres et large de 14 mètres, et la Tour "du Lion" (ou selon la tradition populaire "du Roi"), haute de 15 m et large de 8 m.
L'accès à la forteresse est autorisé par quatre portes : Porta Lucera, Porta Troia, Porta Guardiola et Porta Fiorentino.
La fortification renfermait une véritable citadelle, contenant les quartiers, une chapelle, une citerne pour recueillir les eaux et le pont sur les douves, construit à l'époque angevine. La citerne circulaire est située sous la zone située entre la Torre della Leonessa et la Porta Lucera ; profonde de 14 m, elle garantissait la réserve d'eau de la forteresse.

## Galerie

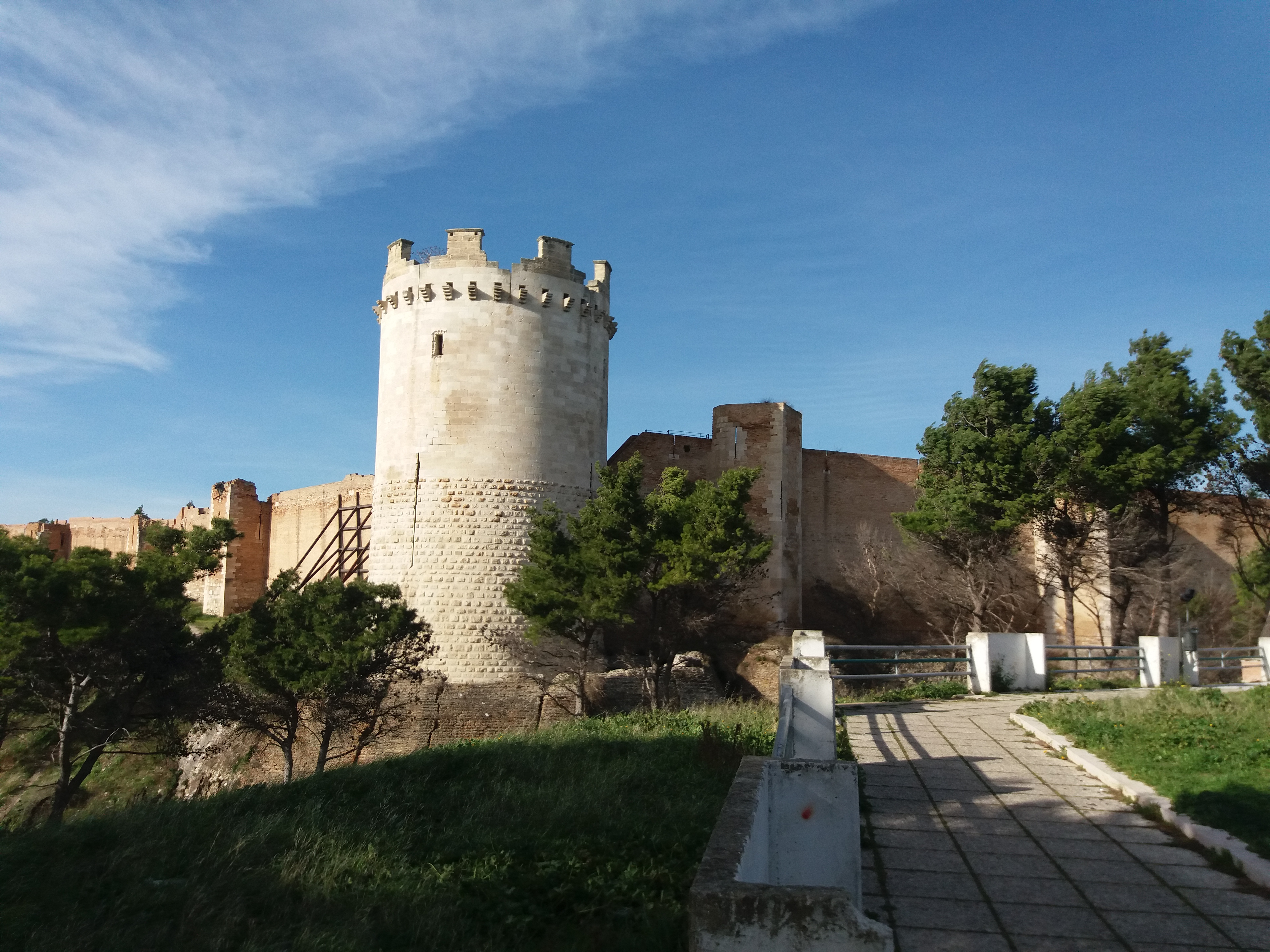
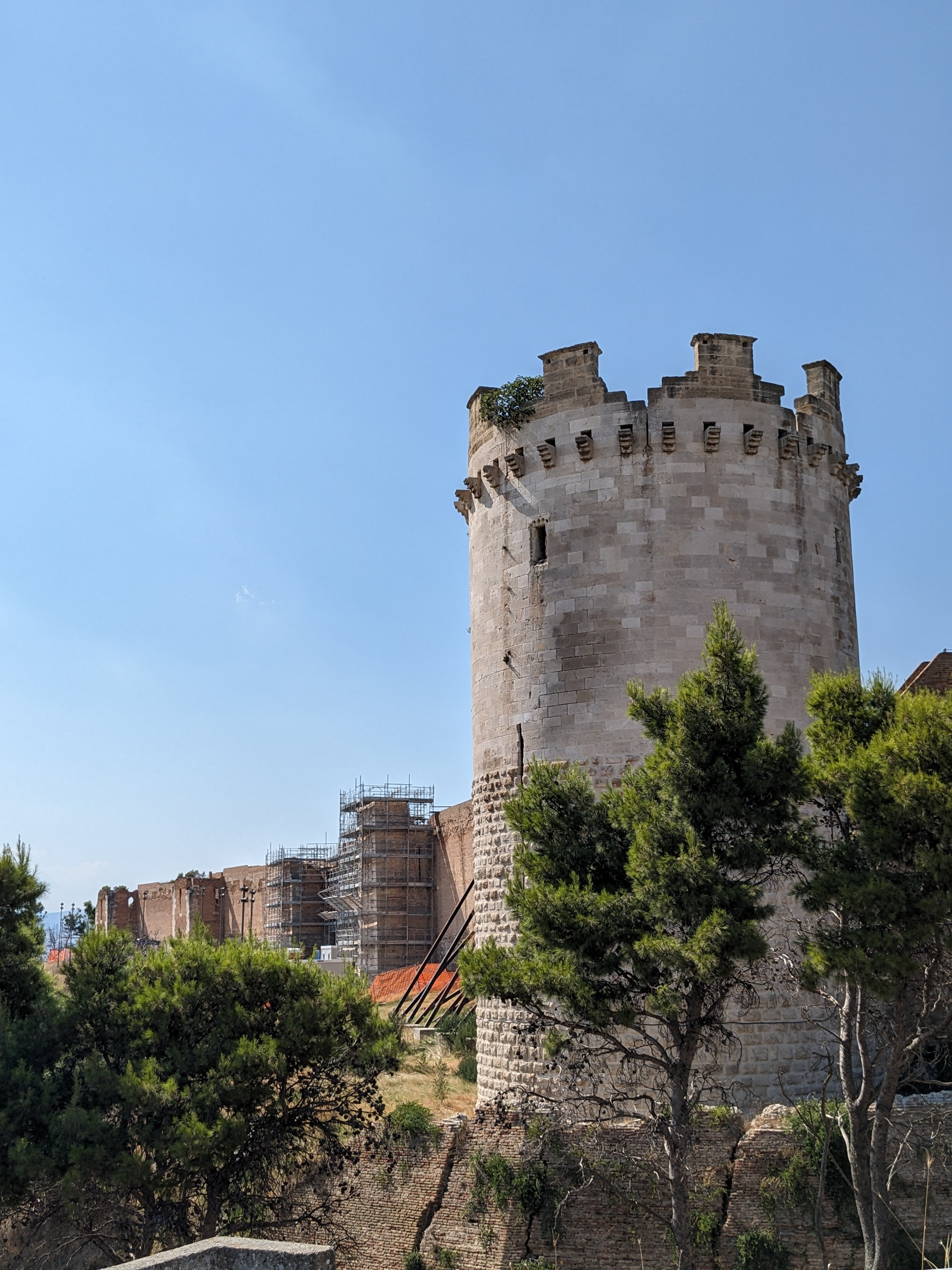
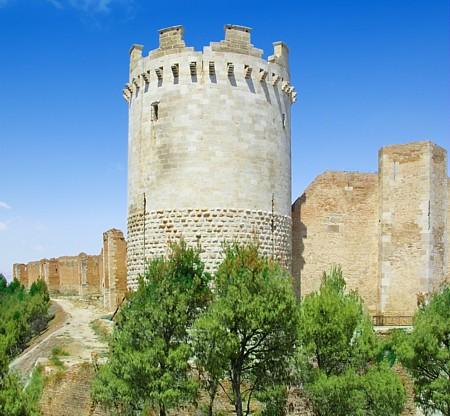

### Articles externes
- Site officiel
- (it) Castello-federiciano - Site Catalogo generale dei Beni Culturali
- (it) veduta della fortezza di Lucera - Site Catalogo generale dei Beni Culturali